# Кюсси
Кюсси́ (фр. Cussy) — коммуна во Франции, находится в регионе Нижняя Нормандия. Департамент коммуны — Кальвадос. Входит в состав кантона Бейё. Округ коммуны — Байё.
Код INSEE коммуны — 14214.

## Население
Население коммуны на 2010 год составляло 148 человек.
| 1962 | 1968 | 1975 | 1982 | 1990 | 1999 | 2010 |
| ---- | ---- | ---- | ---- | ---- | ---- | ---- |
| 100  | 103  | 150  | 177  | 173  | 150  | 148  |

## Экономика
В 2010 году среди 96 человек трудоспособного возраста (15—64 лет) 73 были экономически активными, 23 — неактивными (показатель активности — 76,0 %, в 1999 году было 74,3 %). Из 73 активных жителей работали 69 человек (31 мужчина и 38 женщины), безработных было 4 (3 мужчин и 1 женщина). Среди 23 неактивных 7 человек были учениками или студентами, 12 — пенсионерами, 4 были неактивными по другим причинам.